# Grand Prix Formule 1 van Groot-Brittannië 1954
De Grand Prix Formule 1 van Groot-Brittannië 1954 werd gehouden op 17 juli op het circuit van Silverstone. Het was de vijfde race van het seizoen.

## Uitslag
| Pos. | Nr. | Coureur                        | Constructeur          | Rondes | Tijd / Oorzaak uitval | Grid | Punten |
| ---- | --- | ------------------------------ | --------------------- | ------ | --------------------- | ---- | ------ |
| 1    | 9   | José Froilán González          | Ferrari               | 90     | 2:56:14               | 2    | 81⁄7S  |
| 2    | 11  | Mike Hawthorn                  | Ferrari               | 90     | + 1:10                | 3    | 61⁄7S  |
| 3    | 23  | Onofre Marimon                 | Maserati              | 89     | + 1 Ronde             | 28   | 41⁄7S  |
| 4    | 1   | Juan Manuel Fangio             | Mercedes              | 89     | + 1 Ronde             | 1    | 31⁄7S  |
| 5    | 10  | Maurice Trintignant            | Ferrari               | 87     | + 3 Rondes            | 8    | 2      |
| 6    | 4   | Roberto Mieres                 | Maserati              | 87     | + 3 Rondes            | 32   |        |
| 7    | 2   | Karl Kling                     | Mercedes              | 87     | + 3 Rondes            | 6    |        |
| 8    | 8   | Ken Wharton                    | Maserati              | 86     | + 4 Rondes            | 9    |        |
| 9    | 19  | André Pilette                  | Gordini               | 86     | + 4 Rondes            | 12   |        |
| 10   | 29  | Bob Gerard                     | Cooper-Bristol        | 85     | + 5 Rondes            | 18   |        |
| 11   | 25  | Don Beauman                    | Connaught-Lea-Francis | 84     | + 6 Rondes            | 17   |        |
| 12   | 3   | Harry Schell                   | Maserati              | 83     | + 7 Rondes            | 16   |        |
| 13   | 23  | Leslie Marr                    | Connaught-Lea-Francis | 82     | + 8 Rondes            | 22   |        |
| 14   | 26  | Leslie Thorne                  | Connaught-Lea-Francis | 78     | + 12 Rondes           | 23   |        |
| 15   | 28  | Horace Gould                   | Cooper-Bristol        | 44     | + 46 Rondes           | 20   |        |
| NF   | 7   | Stirling Moss                  | Maserati              | 80     | AS                    | 4    | 1⁄7S   |
| NF   | 22  | Bill Whitehouse                | Connaught-Lea-Francis | 63     | Benzinesysteem        | 19   |        |
| NF   | 17  | Jean Behra                     | Gordini               | 54     | Ophanging             | 5    | 1⁄7S   |
| NF   | 5   | Roy Salvadori                  | Maserati              | 53     | Transmissie           | 7    |        |
| NF   | 6   | Prince Bira Ron Flockhart      | Maserati              | 44     | Ongeluk               | 10   |        |
| NF   | 32  | Luigi Villoresi Alberto Ascari | Maserati              | 40     | Motor                 | 27   |        |
| NF   | 24  | John Riseley-Prichard          | Connaught-Lea-Francis | 40     | Ongeluk               | 21   |        |
| NF   | 12  | Reg Parnell                    | Ferrari               | 25     | Motor                 | 14   |        |
| NF   | 31  | Alberto Ascari                 | Maserati              | 21     | Motor                 | 30   | 1⁄7S   |
| NF   | 18  | Clemar Bucci                   | Gordini               | 18     | Ongeluk               | 13   |        |
| NF   | 20  | Peter Collins                  | Vanwall               | 16     | Motor                 | 11   |        |
| NF   | 14  | Robert Manzon                  | Ferrari               | 16     | Motor                 | 15   |        |
| NF   | 21  | Peter Whitehead                | Cooper-Alta           | 4      | Olielek               | 24   |        |
| NF   | 30  | Eric Brandon                   | Cooper-Bristol        | 2      | Motor                 | 25   |        |
| NF   | 15  | Louis Rosier                   | Ferrari               | 2      | Motor                 | 31   |        |
| NS   | 27  | Alan Brown                     | Cooper-Bristol        |        | Niet gestart          | 26   |        |
| NS   | 30  | Rodney Nuckey                  | Cooper-Bristol        |        | Niet gestart          | 29   |        |

## Noot
- Dit was het debuut voor de Argentijnse coureur Clemar Bucci en voor de Britse coureurs Don Beauman, Bill Whitehouse, Horace Gould, John Riseley-Prichard, Leslie Marr, Leslie Thorne en Ron Flockhart.
- Dit was de vijfde snelste ronde voor José Froilán González en de eerste voor Mike Hawthorn (en voor een Britse coureur), Onofre Marimón, Stirling Moss, en Jean Behra (en voor een Franse coureur).
- Dit was de vijfde podiumplaats voor Mike Hawthorn.

1926 · 1927 · 1948 · 1949 · 1950 · 1951 · 1952 · 1953 · 1954 · 1955 · 1956 · 1957 · 1958 · 1959 · 1960 · 1961 · 1962 · 1963 · 1964 · 1965 · 1966 · 1967 · 1968 · 1969 · 1970 · 1971 · 1972 · 1973 · 1974 · 1975 · 1976 · 1977 · 1978 · 1979 · 1980 · 1981 · 1982 · 1983 · 1984 · 1985 · 1986 · 1987 · 1988 · 1989 · 1990 · 1991 · 1992 · 1993 · 1994 · 1995 · 1996 · 1997 · 1998 · 1999 · 2000 · 2001 · 2002 · 2003 · 2004 · 2005 · 2006 · 2007 · 2008 · 2009 · 2010 · 2011 · 2012 · 2013 · 2014 · 2015 · 2016 · 2017 · 2018 · 2019 · 2020 · 2021 · 2022 · 2023 · 2024 · 2025 · 2026 · 2027 · 2028 · 2029 · 2030 · 2031 · 2032 · 2033 · 2034